# Tikos
Tikos je vas na Madžarskem, ki upravno spada pod podregijo  Šomodske županije.